# Membres du 7e Dáil

Cette liste présente les membres élus au 7e Dáil Éireann, la chambre basse de l'Oireachtas (parlement) de l'État libre d'Irlande. Ces députés ont été élus aux élections générales de 1932 le 16 février 1932 et se sont réunis le 9 mars 1932. Le 7e Dáil est dissous par le Gouverneur-général Domhnall Ua Buachalla, à la demande du Président du Conseil exécutif, Éamon de Valera le 2 janvier 1933. Le 7e Dáil dure 343 jours. Il n'y a pas eu d'élections partielles lors du 7e Dáil.

## Composition du7eDáil
| Parti | Parti               | Fév 1932 |
| ----- | ------------------- | -------- |
| •     | Fianna Fáil         | 72       |
|       | Cumann na nGaedheal | 56       |
|       | Labour Party        | 7        |
|       | Farmers' Party      | 3        |
|       | Independent         | 14       |
|       | Ceann Comhairle     | 1        |

### Représentation graphique
Représentation graphique des forces politiques présentes au sein du 7e Dáil à partir de mars 1932.

## Députés par circonscription
Liste des 153 députés élus, donnée par ordre alphabétique de circonscription.
| Circonscription                | Nom                         | Parti | Parti               |
| ------------------------------ | --------------------------- | ----- | ------------------- |
| Carlow–Kilkenny                | Desmond FitzGerald          |       | Cumann na nGaedheal |
| Carlow–Kilkenny                | Seán Gibbons                |       | Fianna Fáil         |
| Carlow–Kilkenny                | Denis Gorey                 |       | Cumann na nGaedheal |
| Carlow–Kilkenny                | Francis Humphreys           |       | Fianna Fáil         |
| Carlow–Kilkenny                | Thomas Derrig               |       | Fianna Fáil         |
| Cavan                          | John O'Hanlon               |       | Indépendant         |
| Cavan                          | John Joe O'Reilly           |       | Cumann na nGaedheal |
| Cavan                          | Michael Sheridan            |       | Fianna Fáil         |
| Cavan                          | Paddy Smith                 |       | Fianna Fáil         |
| Clare                          | Patrick Burke               |       | Cumann na nGaedheal |
| Clare                          | Éamon de Valera             |       | Fianna Fáil         |
| Clare                          | Patrick Hogan               |       | Parti travailliste  |
| Clare                          | Seán O'Grady                |       | Fianna Fáil         |
| Clare                          | Martin Sexton               |       | Fianna Fáil         |
| Cork Borough                   | Richard Anthony             |       | Indépendant         |
| Cork Borough                   | William T. Cosgrave         |       | Cumann na nGaedheal |
| Cork Borough                   | William Desmond             |       | Cumann na nGaedheal |
| Cork Borough                   | Thomas Dowdall              |       | Fianna Fáil         |
| Cork Borough                   | Hugo Flinn                  |       | Fianna Fáil         |
| Cork East                      | Brook Brasier               |       | Indépendant         |
| Cork East                      | William Broderick           |       | Cumann na nGaedheal |
| Cork East                      | Martin Corry                |       | Fianna Fáil         |
| Cork East                      | John Daly                   |       | Cumann na nGaedheal |
| Cork East                      | Patrick Murphy              |       | Fianna Fáil         |
| Cork North                     | Seán Moylan                 |       | Fianna Fáil         |
| Cork North                     | Daniel O'Leary              |       | Cumann na nGaedheal |
| Cork North                     | Daniel Vaughan              |       | Farmers' Party      |
| Cork West                      | Raphael Keyes               |       | Fianna Fáil         |
| Cork West                      | Timothy J. Murphy           |       | Parti travailliste  |
| Cork West                      | Timothy O'Donovan           |       | Farmers' Party      |
| Cork West                      | Eamonn O'Neill              |       | Cumann na nGaedheal |
| Cork West                      | Jasper Wolfe                |       | Indépendant         |
| Donegal                        | Neal Blaney                 |       | Fianna Fáil         |
| Donegal                        | Brian Brady                 |       | Fianna Fáil         |
| Donegal                        | Frank Carney                |       | Fianna Fáil         |
| Donegal                        | James Dillon                |       | Indépendant         |
| Donegal                        | Eugene Doherty              |       | Cumann na nGaedheal |
| Donegal                        | Daniel McMenamin            |       | Cumann na nGaedheal |
| Donegal                        | James Myles                 |       | Indépendant         |
| Donegal                        | John White                  |       | Cumann na nGaedheal |
| Dublin County                  | Seán Brady                  |       | Fianna Fáil         |
| Dublin County                  | Patrick Curran              |       | Parti travailliste  |
| Dublin County                  | Henry Dockrell              |       | Cumann na nGaedheal |
| Dublin County                  | Thomas Finlay               |       | Cumann na nGaedheal |
| Dublin County                  | John Good                   |       | Indépendant         |
| Dublin County                  | Seán MacEntee               |       | Fianna Fáil         |
| Dublin County                  | Batt O'Connor               |       | Cumann na nGaedheal |
| Dublin County                  | Gearóid O'Sullivan          |       | Cumann na nGaedheal |
| Dublin North                   | Cormac Breathnach           |       | Fianna Fáil         |
| Dublin North                   | Alfie Byrne                 |       | Indépendant         |
| Dublin North                   | John Byrne                  |       | Cumann na nGaedheal |
| Dublin North                   | Eamonn Cooney               |       | Fianna Fáil         |
| Dublin North                   | Margaret Collins-O'Driscoll |       | Cumann na nGaedheal |
| Dublin North                   | Richard Mulcahy             |       | Cumann na nGaedheal |
| Dublin North                   | Seán T. O'Kelly             |       | Fianna Fáil         |
| Dublin North                   | Oscar Traynor               |       | Fianna Fáil         |
| Dublin South                   | James Beckett               |       | Cumann na nGaedheal |
| Dublin South                   | Robert Briscoe              |       | Fianna Fáil         |
| Dublin South                   | Peadar Doyle                |       | Cumann na nGaedheal |
| Dublin South                   | Thomas Hennessy             |       | Cumann na nGaedheal |
| Dublin South                   | Myles Keogh                 |       | Cumann na nGaedheal |
| Dublin South                   | Seán Lemass                 |       | Fianna Fáil         |
| Dublin South                   | James Lynch                 |       | Fianna Fáil         |
| Dublin University              | Ernest Alton                |       | Indépendant         |
| Dublin University              | James Craig                 |       | Indépendant         |
| Dublin University              | William Thrift              |       | Indépendant         |
| Galway                         | Gerald Bartley              |       | Fianna Fáil         |
| Galway                         | Patrick Beegan              |       | Fianna Fáil         |
| Galway                         | Seán Broderick              |       | Cumann na nGaedheal |
| Galway                         | Frank Fahy                  |       | Fianna Fáil         |
| Galway                         | Patrick Hogan               |       | Cumann na nGaedheal |
| Galway                         | Stephen Jordan              |       | Fianna Fáil         |
| Galway                         | Fred McDonogh               |       | Cumann na nGaedheal |
| Galway                         | Joseph Mongan               |       | Cumann na nGaedheal |
| Galway                         | Thomas Powell               |       | Fianna Fáil         |
| Kerry                          | Frederick Crowley           |       | Fianna Fáil         |
| Kerry                          | John Flynn                  |       | Fianna Fáil         |
| Kerry                          | Eamonn Kissane              |       | Fianna Fáil         |
| Kerry                          | Fionán Lynch                |       | Cumann na nGaedheal |
| Kerry                          | Tom McEllistrim             |       | Fianna Fáil         |
| Kerry                          | Thomas O'Reilly             |       | Fianna Fáil         |
| Kerry                          | John O'Sullivan             |       | Cumann na nGaedheal |
| Kildare                        | Thomas Harris               |       | Fianna Fáil         |
| Kildare                        | Sydney Minch                |       | Cumann na nGaedheal |
| Kildare                        | William Norton              |       | Parti travailliste  |
| Leitrim–Sligo                  | William Browne              |       | Fianna Fáil         |
| Leitrim–Sligo                  | Frank Carty                 |       | Fianna Fáil         |
| Leitrim–Sligo                  | Stephen Flynn               |       | Fianna Fáil         |
| Leitrim–Sligo                  | John Hennigan               |       | Cumann na nGaedheal |
| Leitrim–Sligo                  | Bernard Maguire             |       | Fianna Fáil         |
| Leitrim–Sligo                  | Martin Roddy                |       | Cumann na nGaedheal |
| Leitrim–Sligo                  | Mary Reynolds               |       | Cumann na nGaedheal |
| Leix–Offaly                    | Patrick Boland              |       | Fianna Fáil         |
| Leix–Offaly                    | William Davin               |       | Parti travailliste  |
| Leix–Offaly                    | Patrick Gorry               |       | Fianna Fáil         |
| Leix–Offaly                    | Eugene O'Brien              |       | Cumann na nGaedheal |
| Leix–Offaly                    | Thomas F. O'Higgins         |       | Cumann na nGaedheal |
| Limerick                       | George C. Bennett           |       | Cumann na nGaedheal |
| Limerick                       | Daniel Bourke               |       | Fianna Fáil         |
| Limerick                       | James Colbert               |       | Fianna Fáil         |
| Limerick                       | Tadhg Crowley               |       | Fianna Fáil         |
| Limerick                       | John O'Shaughnessy          |       | Farmers' Party      |
| Limerick                       | James Reidy                 |       | Cumann na nGaedheal |
| Limerick                       | Robert Ryan                 |       | Fianna Fáil         |
| Longford–Westmeath             | James Geoghegan             |       | Fianna Fáil         |
| Longford–Westmeath             | Francis Gormley             |       | Fianna Fáil         |
| Longford–Westmeath             | Michael Kennedy             |       | Fianna Fáil         |
| Longford–Westmeath             | Seán Mac Eoin               |       | Cumann na nGaedheal |
| Longford–Westmeath             | Patrick Shaw                |       | Cumann na nGaedheal |
| Louth                          | Frank Aiken                 |       | Fianna Fáil         |
| Louth                          | James Coburn                |       | Indépendant         |
| Louth                          | James Murphy                |       | Cumann na nGaedheal |
| Mayo North                     | Micheál Clery               |       | Fianna Fáil         |
| Mayo North                     | Michael Davis               |       | Cumann na nGaedheal |
| Mayo North                     | Patrick O'Hara              |       | Cumann na nGaedheal |
| Mayo North                     | P. J. Ruttledge             |       | Fianna Fáil         |
| Mayo South                     | James FitzGerald-Kenney     |       | Cumann na nGaedheal |
| Mayo South                     | Michael Kilroy              |       | Fianna Fáil         |
| Mayo South                     | Edward Moane                |       | Fianna Fáil         |
| Mayo South                     | Martin Nally                |       | Cumann na nGaedheal |
| Mayo South                     | Richard Walsh               |       | Fianna Fáil         |
| Meath                          | Eamonn Duggan               |       | Cumann na nGaedheal |
| Meath                          | James Kelly                 |       | Fianna Fáil         |
| Meath                          | Matthew O'Reilly            |       | Fianna Fáil         |
| Monaghan                       | Ernest Blythe               |       | Cumann na nGaedheal |
| Monaghan                       | Eamon Rice                  |       | Fianna Fáil         |
| Monaghan                       | Conn Ward                   |       | Fianna Fáil         |
| National University of Ireland | Michael Hayes               |       | Ceann Comhairle     |
| National University of Ireland | Conor Maguire               |       | Fianna Fáil         |
| National University of Ireland | Patrick McGilligan          |       | Cumann na nGaedheal |
| Roscommon                      | Gerald Boland               |       | Fianna Fáil         |
| Roscommon                      | Martin Conlon               |       | Cumann na nGaedheal |
| Roscommon                      | Frank MacDermot             |       | Indépendant         |
| Roscommon                      | Daniel O'Rourke             |       | Fianna Fáil         |
| Tipperary                      | Dan Breen                   |       | Fianna Fáil         |
| Tipperary                      | Séamus Burke                |       | Cumann na nGaedheal |
| Tipperary                      | Andrew Fogarty              |       | Fianna Fáil         |
| Tipperary                      | John Hassett                |       | Cumann na nGaedheal |
| Tipperary                      | Seán Hayes                  |       | Fianna Fáil         |
| Tipperary                      | Daniel Morrissey            |       | Indépendant         |
| Tipperary                      | Timothy Sheehy              |       | Fianna Fáil         |
| Waterford                      | Seán Goulding               |       | Fianna Fáil         |
| Waterford                      | John Kiersey                |       | Cumann na nGaedheal |
| Waterford                      | Patrick Little              |       | Fianna Fáil         |
| Waterford                      | William Redmond             |       | Cumann na nGaedheal |
| Wexford                        | Denis Allen                 |       | Fianna Fáil         |
| Wexford                        | Richard Corish              |       | Parti travailliste  |
| Wexford                        | Osmond Esmonde              |       | Cumann na nGaedheal |
| Wexford                        | John Keating                |       | Cumann na nGaedheal |
| Wexford                        | James Ryan                  |       | Fianna Fáil         |
| Wicklow                        | James Everett               |       | Parti travailliste  |
| Wicklow                        | Séamus Moore                |       | Fianna Fáil         |
| Wicklow                        | Dermot O'Mahony             |       | Cumann na nGaedheal |